# Пиотровский, Борис Борисович
Бори́с Бори́сович Пиотро́вский (1 [14] февраля 1908, Санкт-Петербург, Российская империя — 15 октября 1990, Ленинград, РСФСР, СССР) — советский археолог и востоковед, специалист по культурам и цивилизациям древнего Востока (Урарту, Нубии и Скифии), музейный работник; отец востоковеда и музейного функционера Михаила Пиотровского. Доктор исторических наук (1944), многолетний сотрудник Эрмитажа (с 1931; директор с 1964).
Академик АН СССР (1970). Герой Социалистического Труда (1983). Заслуженный деятель искусств РСФСР (1964). Заслуженный деятель науки Армянской ССР (1961). Лауреат Сталинской премии второй степени (1946). Член КПСС с 1945 года.

## Биография
Родился в Санкт-Петербурге в семье потомственных дворян. После того как в 1915 году его отец, полковник Борис Брониславович, получил назначение инспектором классов (заместителем директора по учебной части) Неплюевского кадетского корпуса, семья Пиотровских переехала в Оренбург, где и провела первые годы революции и гражданской войны. В Оренбурге проходил обучение в гимназии. К этому же периоду его жизни относится и первое увлечение историей, которое было связано с местным музеем археологии и этнографии. Спустя много лет Пиотровский вспоминал:
Мне очень хотелось работать сторожем в музее, но родители не позволили, что меня сильно огорчило. Тогда я не знал, что впоследствии стану «сторожем» самого крупного в стране музея. Но, несомненно, интерес к древности у меня уже начался в Оренбурге.
К началу 1921 года семья Пиотровских вернулась в Петроград. В 1922 году на экскурсии в Эрмитаже юный Борис познакомился с сотрудницей Отделения древностей, египтологом Н. Д. Флиттнер, которая пригласила мальчика к себе на занятия по египетской иероглифике. Три года спустя Борис Пиотровский поступил на факультет языковедения и материальной культуры (потом — историко-лингвистический факультет) Ленинградского университета. За пять лет обучения он прослушал лекции и работал в семинарах крупнейших учёных того времени: академиков С. Ф. Платонова, Н. Я. Марра, С. А. Жебелёва и Е. В. Тарле. В числе его учителей были И. Г. Франк-Каменецкий, Б. М. Эйхенбаум, В. В. Струве, С. Я. Лурье, Б. В. Фармаковский, Н. Н. Томасов и А. А. Спицын. В университетские годы главный интерес Бориса Пиотровского стал фокусироваться на занятиях археологией, чему способствовало сильное влияние его главного учителя тех лет — заведующего археологическим отделением профессора А. А. Миллера (1875—1935). В 1929 году Пиотровский поступил на работу в Академию истории материальной культуры как младший научный сотрудник, причём в Сектор языка как фактора истории материальной культуры, руководителем которой был академик Н. Я. Марр. После окончания университета в 1930 году по совету Марра Пиотровский изменил направление своих исследований: вместо древнеегипетской он стал заниматься урартской письменностью. И уже в том же 1930 году состоялась первая экспедиция молодого учёного в Закавказье.
Спустя год, при поддержке Н. Я. Марра, без прохождения аспирантуры, Пиотровский начал работу в Эрмитаже на должности младшего научного сотрудника. С 1930 года принимал участие в научных экспедициях в Армению, целью которых были поиск и изучение следов урартской цивилизации. В 1938 году без написания кандидатской работы (лишь по положительному отзыву Флиттнер, подтвердившему его соискательство) ему была присуждена степень кандидата исторических наук.
Начало Великой Отечественной войны застало Пиотровского в экспедиции. Вернувшись в Ленинград, он пережил блокадную зиму 1941—1942 годов, а затем с группой сотрудников Эрмитажа, возглавляемой И. А. Орбели, эвакуировался в Ереван. В годы войны Пиотровский не прекращал научную работу, результатом которой стала его первая книга «История и культура Урарту» (1943), которая принесла автору славу одного из крупнейших специалистов по истории Закавказья.

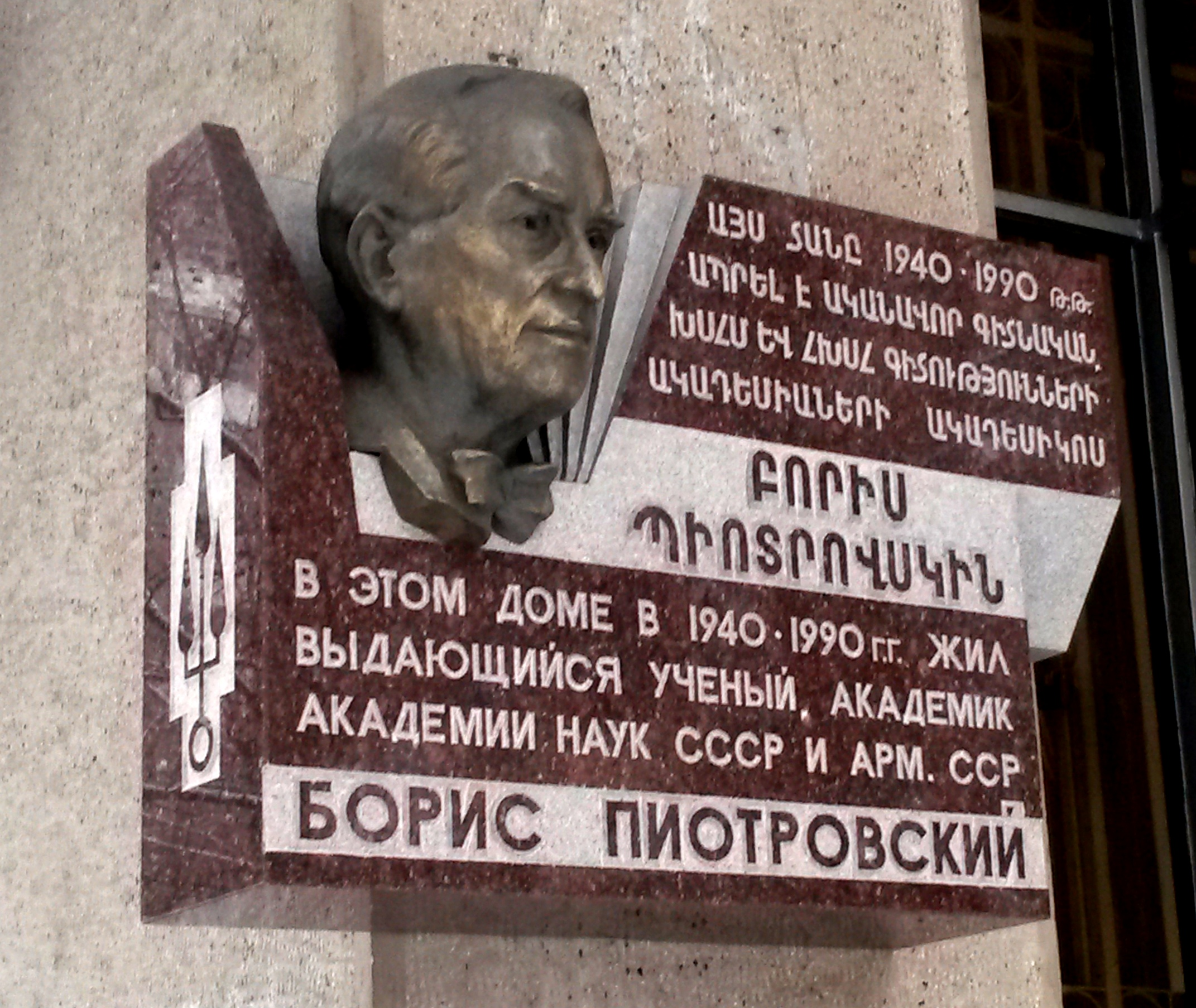
Памятная табличка на доме 2Б, ул. Закияна, Ереван

30 января 1944 года в Академии наук Армянской ССР состоялась защита докторской диссертации Бориса Борисовича. В том же году Пиотровский женился — на Рипсимэ Джанполадян и в скором времени стал отцом. Тогда же учёный получил свою первую правительственную награду — Медаль «За оборону Ленинграда». В 1945 году Б. Б. Пиотровского избрали членом-корреспондентом АН Армянской ССР, а в 1946 году ему была присуждена Сталинская премия второй степени в области науки и техники за книгу «История и культура Урарту».
Вернувшись в 1946 году в Ленинград, начал читать курс археологии для студентов восточного факультета ЛГУ. Тщательно проработанные конспекты для лекций позволили Пиотровскому в скором времени на их основе выпустить книгу «Археология Закавказья» (1949).
С 1949 года заместитель директора Эрмитажа по научной части. В период гонений на академика Н. Я. Марра Пиотровский старался дистанцироваться от идеологических кампаний и посвящал большую часть времени раскопкам холма Кармир-Блур. Нейтральное положение в борьбе с «марризмом» позволило Борису Борисовичу сохранить пост заместителя директора, тогда как место директора после отстранения И. А. Орбели занял М. И. Артамонов. С 1 мая 1953 года перешёл на постоянную работу в Институт истории материальной культуры, возглавив его Ленинградское отделение. В 1964 году был назначен директором Эрмитажа (на место отстранённого Артамонова) и проработал в этой должности больше 25 лет. Академик-секретарь Отделения истории АН СССР (1980—1982). В 1990 году остро переживал судьбу Эрмитажа, намечавшегося двоевластия[уточнить] в его управлении. Нервное напряжение стало причиной инсульта, а несколько месяцев спустя, 15 октября 1990 года, Бориса Борисовича Пиотровского не стало.
Похоронен на Смоленском православном кладбище в Санкт-Петербурге.
Жена — Р. М. Джанполадян-Пиотровская — археолог, арменовед.
Сын — М. Б. Пиотровский.

## Память
В 1992 году в Санкт-Петербурге на доме 25 по Набережной реки Мойки, в котором жил Пиотровский, была установлена мемориальная доска.
В 2006 году в Оренбурге на здании бывшей Первой оренбургской мужской гимназии (ныне учебный корпус Оренбургского педагогического университета по ул. Советская, дом 19) открыты две мемориальные доски Пиотровским — директору гимназии Борису Брониславовичу и его сыну, ученику этой гимназии Борису Борисовичу.
В 1997 году Международный астрономический союз присвоил малой планете (астероиду) № 4869 название «Пиотровский» (4869 Piotrovsky) в честь российских востоковедов, директоров музея «Эрмитаж» отца и сына Пиотровских — Бориса Борисовича и Михаила Борисовича.
В Ереване (район Шенгавит) одна из улиц была названа в честь Бориса Пиотровского.
В Санкт-Петербурге открыт Петербургский центр культурного наследия имени академика Б. Б. Пиотровского.
В 2024 Санкт-Петербургское отделение РАН учредило премию в память о Пиотровском.

## Награды, звания, премии
- Герой Социалистического Труда с вручением знака особого отличия — золотой медали «Серп и Молот» и ордена Ленина (25 февраля 1983)
- орден Ленина (15.03.1968)
- орден Ленина (17.09.1975)
- орден Октябрьской Революции (12.02.1988)
- орден Трудового Красного Знамени (10.06.1945)
- Сталинская премия второй степени (1946)[18]
- орден Трудового Красного Знамени (27.03.1954)
- орден Трудового Красного Знамени (21.06.1957)
- Медаль «За оборону Ленинграда» (1944)
- Медаль «За доблестный труд. В ознаменование 100-летия со дня рождения Владимира Ильича Ленина» (1970)
- Заслуженный деятель науки Армянской ССР (1961)
- Заслуженный деятель искусств РСФСР (1964)
- Премия имени Карпинского (1980)
- Орден Искусств и литературы степени командора (1981, Франция)
- Орден «Кирилл и Мефодий» I степени (1981, НРБ)
- орден «Pour le mérite für Wissenschaften und Künste» (1984, ФРГ)
- юбилейные медали СССР
- член-корреспондент Британской академии (1967)
- кавалер ордена Св. Марка (Венеция, 1987)[19]

## Научные труды

#### Книги
- История и культура Урарту. — Ереван, 1944 (2-е изд. — СПб., 2011);
- Археология Закавказья с древнейших времён до I тысячелетия до н. э. — Л., 1949;
- Ванское царство. — М., 1959;
- Искусство Урарту VIII—VI вв. до н. э. — Л., 1962;
- Путевые заметки. — СПб., 1997;
- История Эрмитажа: Краткий очерк. — СПб., 2002;
- Страницы моей жизни. — М., 2009.

#### Статьи
- Пиотровский Б. Б. По поводу древнеегипетского 𓃀𓇋𓄿𓆰𓈖𓊪𓏏𓇯 ‛железо’ // Доклады Академии Наук, Серия В — 1929 — №1 — С. 1—4.
- Пиотровский Б. Б. Амулеты в форме глаза в Древнем Египте (ʽглаз’→ʽсолнце’→ʽжизнь’) // Известия Государственной академии истории материальной культуры имени Н. Я. Марра. Т.9, Вып.3 — Л.: Типография АН СССР, 1931 — С. 10—13.
- Пиотровский Б. Б. Древнеегипетский термин ʽметалл’ // Известия Государственной академии истории материальной культуры имени Н. Я. Марра. Т.9, Вып.3 — Л.: Типография АН СССР, 1931 — С. 14—17.
- Пиотровский Б. Б. Идеологические формы укрепления царской власти в Древнем Египте // Вопросы научного атеизма. Вып. 20. Актуальные проблемы истории атеизма и религии / Редкол. А. Ф. Окулов (отв. ред.); Акад. обществ. наук ЦК КПСС. Ин-т научного атеизма. — М.: Мысль, 1976. — С. 107—115. — 327 с. — 19 200 экз.